# Список экорегионов Италии

Карта экорегионов и биомов Западной Палеарктики

По классификации Всемирного фонда дикой природы (WWF) на территории Италии выделяют 9 экологических регионов, входящих в 3 биома.
- биом Умеренные широколиственные и смешанные леса — 3 экорегиона:
  - Апеннинские горные лиственные леса[итал.] PA0401
  - Динарские смешанные леса[итал.] PA0418
  - Смешанные леса Паданской равнины[итал.] PA0432

- биом Умеренные хвойные леса — 1 экорегион:
  - Альпийские хвойные и смешанные леса[итал.] PA0501

- биом Средиземноморские леса и кустарники — 5 экорегионов:
  - Иллирийские листопадные леса[итал.] PA1210
  - Итальянские жестколистные и полулистопадные леса[итал.] PA1211
  - Средиземноморские леса Северо-Восточной Испании и Южной Франции[итал.] PA1215
  - Смешанные горные леса Южных Апеннин[итал.] PA1218
  - Тирренско-Адриатические жестколистные и смешанные леса[итал.] PA1222

Рядом с названиями экорегионов указаны их коды-идентификаторы WWF.